# Brajkovići (Kosjerić)
Pour les articles homonymes, voir Brajkovići.
Brajkovići (en serbe cyrillique : Брајковићи) est un village de Serbie situé dans la municipalité de Kosjerić, district de Zlatibor. Au recensement de 2011, il comptait 717 habitants.

## Démographie

### Évolution historique de la population
| 1948 | 1953  | 1961 | 1971 | 1981 | 1991 | 2002 | 2011 |
| ---- | ----- | ---- | ---- | ---- | ---- | ---- | ---- |
| 968  | 1 018 | 975  | 812  | 785  | 757  | 724  | 717  |

|  |